# 버몬트주의 통계 지구

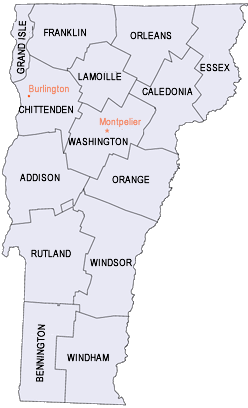
버몬트 주의 군들

버몬트의 주기

버몬트의 통계 지구(Vermont Statistical Area)는 버몬트 주에 있는 통계 지구이다.

## 범례
| 범례      | 의미                                   |
| --------- | -------------------------------------- |
|           | 뉴햄프셔에 속하는 지역                 |
|           | 2개의 주 이상에 걸친 지역(버몬트 해당) |
| 초록 글씨 | 다른 주에 속하는 지역의 인구 수        |
| 파란 글씨 | 버몬트와 다른 주에 걸친 지역의 인구 수 |

## 배치도
| 복합 통계 지구                | 인구    | 핵심 기반 통계 지구      | 인구           | 군         | 인구    |
| ----------------------------- | ------- | ------------------------ | -------------- | ---------- | ------- |
| 벌링턴-사우스벌링턴-배리 지구 | 278,820 | 벌링턴-사우스벌링턴 지구 | 220,411        | 치헌던     | 163,774 |
| 벌링턴-사우스벌링턴-배리 지구 | 278,820 | 벌링턴-사우스벌링턴 지구 | 220,411        | 프랭클린   | 49,402  |
| 벌링턴-사우스벌링턴-배리 지구 | 278,820 | 벌링턴-사우스벌링턴 지구 | 220,411        | 그랜드아일 | 7,235   |
| 벌링턴-사우스벌링턴-배리 지구 | 278,820 | 배리 지구                | 58,409         | 워싱턴     | 58,409  |
| 없음                          | 없음    | 레버넌 지구              | 216,986 83,954 | 그래프턴   | 89,886  |
| 없음                          | 없음    | 레버넌 지구              | 216,986 83,954 | 윈저       | 55,062  |
| 없음                          | 없음    | 레버넌 지구              | 216,986 83,954 | 설리번     | 43,146  |
| 없음                          | 없음    | 레버넌 지구              | 216,986 83,954 | 오렌지     | 28,892  |
| 없음                          | 없음    | 러틀랜드 지구            | 58,191         | 러틀랜드   | 58,191  |
| 없음                          | 없음    | 베닝턴 지구              | 35,470         | 베닝턴     | 35,470  |
| 없음                          | 없음    | 없음                     | 없음           | 윈덤       | 42,222  |
| 없음                          | 없음    | 없음                     | 없음           | 애디슨     | 36,777  |
| 없음                          | 없음    | 없음                     | 없음           | 칼레도니아 | 29,993  |
| 없음                          | 없음    | 없음                     | 없음           | 올리언스   | 27,037  |
| 없음                          | 없음    | 없음                     | 없음           | 라모일     | 25,362  |
| 없음                          | 없음    | 없음                     | 없음           | 에식스     | 6,163   |
| 버몬트                        | 버몬트  | 버몬트                   | 버몬트         | 버몬트     | 623,989 |

## 참고
- 인구 수는 2019년 기준이며 단위는 '명'이다.
- 워싱턴군은 버몬트주 행정 기관들이 있는 몬트필리어가 있기 때문에 굵은 글씨로 표기했다.

## 같이 보기
- 대도시 통계 지구